# Иоанн Павел I
Блаженный Иоа́нн Па́вел I (лат. Ioannes Paulus PP. I, итал. Giovanni Paolo I; в миру Альбино Лучани (итал. Albino Luciani); 17 октября 1912, Форно-ди-Канале, Венето, Королевство Италия — 28 сентября 1978, Ватикан) — папа римский, глава Римско-католической церкви на протяжении 33 дней — с 26 августа по 28 сентября 1978 года. Последний итальянец на папском престоле. 
4 сентября 2022 года Римско-католическая церковь причислила Иоанна Павла I к лику блаженных.
Священник с 1935 года, епископ и глава епархии Витторио-Венето с 1958 года. Возведён в кардиналы Павлом VI. До избрания — патриарх Венеции и примас Далмации, с церковной политикой связан не был. Внезапная кончина спустя всего месяц после избрания (самый короткий понтификат с 1605 года) привлекла внимание к его личным качествам, которые ассоциировались с простотой, демократизмом, обновлением института папства. Папу называли «улыбающийся папа» (итал. Il Papa del Sorriso), «неизвестный папа», «папа-отрок».

## Начало пути

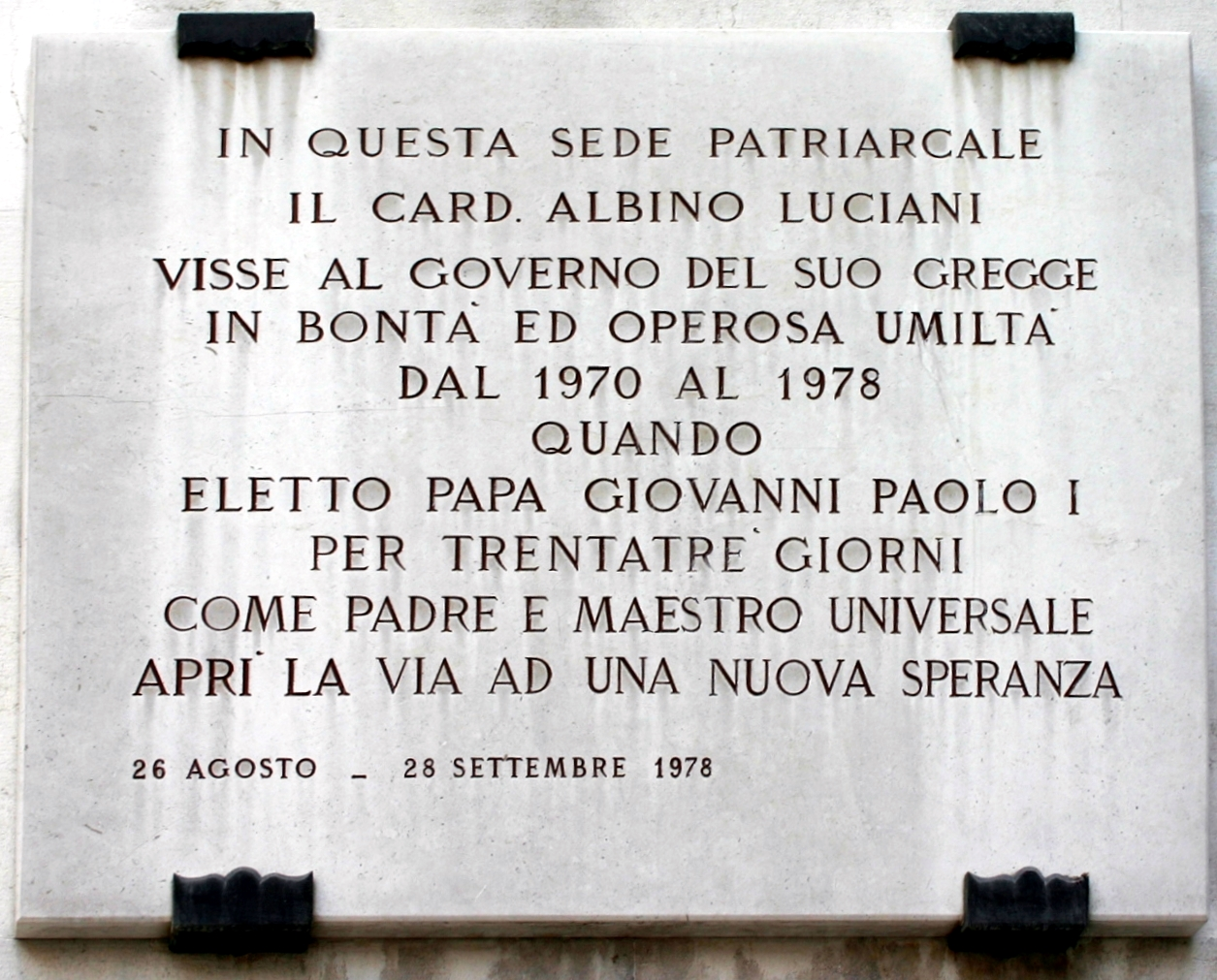
Мемориальная доска Иоанну Павлу I на дворце патриархов Венеции

Родился в семье рабочего-строителя, считавшего себя социалистом. Молодой Альбино Лучани учился сначала в духовной семинарии Фельтре, а затем перешёл в семинарию Беллуно. Он получил сан священника 7 июля 1935 года, после чего перевёлся в Григорианский университет, где получил степень доктора теологии. Его докторская диссертация была посвящена католическому богослову Антонио Розмини (1797—1855), один из трудов которого, «Семь язв церкви», был включён в Индекс запрещённых книг.
Из-за него случился Монтанерский раскол. Почти все жители фракции Монтанер муниципалитета Сармеде решили перейти из католицизма в православную веру из-за разногласий с архиепископом Витторио-Венето, монсеньором Альбино Лучани, назначенным папой.
После своего избрания на папский престол Лучани рассказал журналистам о своих любимых писателях, среди которых почётное место занимали Марк Твен, Франческо Петрарка, Вальтер Скотт, Чарльз Диккенс, Гилберт Кит Честертон. Что интересно, Марк Твен был атеистом, ещё двое авторов из этого списка были протестантами. Петрарка, хоть и был католиком, но папство сравнивал с публичным домом. Только Честертон был действительно набожным человеком. Так что литературные вкусы у Иоанна Павла I не совсем соответствовали привычному для католических клерикальных кругов стереотипу, соответственно это вызывало самые различные комментарии. За несколько лет до избрания Лучани выпустил книгу «Знаменитейшие» (Illustrissimi) в форме писем как к выдающимся религиозным деятелям, философам и писателям (Бернард Клервоский, Иоганн Гёте, Чарльз Диккенс, Марк Твен и так далее), так и к литературным персонажам, например, Фигаро, Чичикову или Пиноккио (любимейший его персонаж, на которого он неоднократно ссылался в проповедях).
Лучани высказывался против политики «исторического компромисса», предложенной итальянскими коммунистами. Об атеизме он говорил, что одна из причин, порождающих его, заключается в противоречии между словами и делами католиков.

## Сентябрьское папство

Папа римский Иоанн Павел I в 1978 году

Лучани был первым папой римским, родившимся в XX столетии. Был избран за самый короткий в истории папства конклав – сутки. Он взял себе двойное имя впервые за всю историю Католической церкви. Иоанн Павел выбрал это имя в честь двух своих непосредственных предшественников: Иоанна XXIII и Павла VI. Это предсказывало некоторые нововведения, которые появились практически сразу. Лучани отказался от средневековой церемонии коронации, заменив её торжественной мессой на паперти собора Святого Петра. Отказался он также и от тиары. Все эти действия оценили как окончательный отказ от притязаний на светскую власть. Торжества по случаю интронизации папы не прошли без происшествий. В торжествах участвовала делегация Русской православной церкви во главе с митрополитом Ленинградским и Новгородским Никодимом (Ротовым), который скончался от инфаркта во время приёма у нового главы Католической церкви. Этот трагичный эпизод был истолкован как плохое знамение для нового понтифика.
В Римской курии за его поведением наблюдали с всё нарастающей тревогой. Лучани ежедневно нарушал правила ватиканского «хорошего тона», сложившиеся десятилетиями, если не столетиями. По мнению сановников курии, он вёл себя так, будто собирался решить все проблемы церкви в течение месяца. Их раздражало то, что он пренебрежительно относился к дипломатическим интригам, а выступая, он предпочитал импровизировать, а не читать заготовленные ему чиновниками курии шпаргалки. Он чувствовал себя узником в «святой клетке», как он образно назвал Апостольский дворец. По свидетельству его родственников, в первый день избрания папа был «оптимистичным и весёлым», а незадолго до смерти стал «очень озабоченным и грустным».
В пятницу 29 сентября 1978 года в Риме вышли экстренные выпуски газет, в которых громадными буквами было написано о смерти папы Иоанна Павла I. Ранним утром папа был найден мёртвым в своей опочивальне. В 12 часов того же дня его тело было выставлено для прощания в одном из покоев Апостольского дворца. По официальному ватиканскому сообщению, внезапная смерть папы наступила поздним вечером 28 сентября от инфаркта миокарда. Известно, что за несколько часов до смерти Иоанн Павел I жаловался на боль в сердце, но отказался от вызова врача.
Существует несколько теорий заговора об отравлении папы, нередко конспирологи рассматривают в этом ряду и смерть митрополита Никодима (якобы выпившего предназначенную папе чашку кофе с ядом).
Он был папой всего 33 дня, один из кратчайших понтификатов за всю историю папства.
За своё краткое пребывание на папском престоле папа не выпустил ни одной энциклики и не совершил никакого другого акта, позволившего бы сделать о нём какое-либо суждение. Тем не менее его краткосрочное правление не прошло бесследно для судеб церкви.
В 2003 году началась процедура его беатификации. Утверждается, что в его родном приходе Беллуно по молитвам ему происходят чудесные исцеления. В ноябре 2017 года папа Франциск одобрил подготовку к канонизации Иоанна Павла I и объявил его досточтимым.

## В культуре
- Кардинал Ламберто – один из героев фильма «Крёстный отец 3» (1990). Он исповедует обратившегося к нему за помощью Майкла Корлеоне. Став папой Иоанном Павлом I, он неуклонно расследует злоупотребления высших церковных чинов, но погибает, отравленный влиятельными заговорщиками. Роль понтифика сыграл Раф Валлоне.
- Альбом «Wave» Patti Smith Group посвящён папе.
- Песня Hey! Luciani группы The Fall о папе Иоанне Павле I.
- В книге «История одиночества» Джона Бойна в нескольких главах главный герой общается с папой до начала его папства и после. Кроме того, упоминается смерть папы и сомнения в естественности его кончины.